# Andreï Osterman

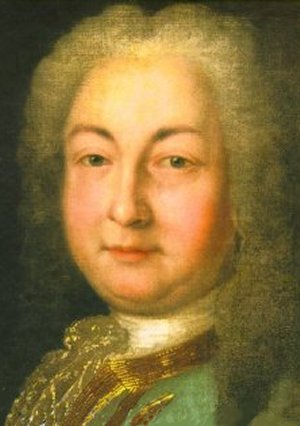
Andreï I. Osterman

Le comte Andreï Ivanovitch Osterman (né Heinrich Johann Friedrich Ostermann) ou Ostermann, (en russe : Андрей Иванович Остерман), né le 9 juin 1686 à Bochum, décédé le 31 mai 1747 en Sibérie est un diplomate et homme politique russe d'origine allemande. Il fut ministre du Commerce, gouverneur du tsar Pierre II de Russie, vice-chancelier de l'Empire de 1734 à 1740, amiral général en 1740. Il fut démis de ses fonctions en 1741.

## Biographie
Andreï Ivanovitch Ostermann servit sous les règnes de Pierre le Grand, de Catherine Ire, Pierre II et Anne Ire. Sa politique étrangère fut basée sur une alliance avec l'Autriche. Il excella dans la diplomatie.

### Enfance
Fils d'un pasteur protestant de Westphalie, il naquit sous le nom de Heinrich Johann Friedrich Ostermann dans une famille de classe moyenne. Il fit ses études à l'Université d'Iéna où il assassina un de ses camarades. Après avoir commis son forfait, il se réfugia aux Pays-Bas.

### Carrière diplomatique
Osterman fut le secrétaire du vice-amiral Cornelius Cruys (en) (1655-1727). Peu de temps après, le jeune homme entra au service de l'empereur Pierre Ier, dit Pierre le Grand.

#### Carrière diplomatique sous Pierre le Grand
Grâce à ses connaissances en langues européennes, il devint le bras droit du vice-chancelier Piotr Chafirov (1670-1739), il apporta également son aide au baron lors des difficiles négociations qui se terminèrent par la signature du traité du Prout en 1711. Avec le général Bruce, il représenta la Russie au congrès d'Åland en 1718. Il sut deviner avec grande sagesse l'état d'épuisement de la Suède, mais il s'aperçut également que le plénipotentiaire et premier ministre suédois Georg Heinrich von Görtz (1668-1719) agissait ultra vires. Ostermann en informa Pierre le Grand afin de mettre une pression supplémentaire sur la Suède et de la forcer à la paix.
En 1721, Ostermann signa le traité de Nystad. Pour ses services rendus à la Russie impériale, Pierre le Grand l'éleva au rang de baron. Il fut nommé vice-président des Affaires étrangères en 1723. Il parvint à ce poste à signer un avantageux traité de commerce avec la Perse. L'empereur consultait souvent le baron pour les affaires intérieures de l'Empire. Ostermann rénova l'administration impériale, notamment "la table des grades universitaires" et il remodela le Collège des Affaires étrangères sur des lignes modernes.

### Carrière politique

#### Carrière politique sous CatherineIrede Russie
Pendant le règne de Catherine Ire (1725-1727), l'autorité du baron Ostermann augmenta encore. La conduite des Affaires étrangères lui fut entièrement confiée et il occupa également le poste de ministre du Commerce et de Maître général des Postes.

#### Carrière politique sous Pierre II de Russie
Lors de l'accession au trône de Russie de Pierre II, Ostermann se vit confier la charge de gouverneur du jeune tsar. Le baron se comporta comme un administrateur consciencieux et désintéressé. Son talent lui permit de conserver les réformes entreprises par Pierre le Grand. Au décès du jeune empereur (30 janvier 1730), le baron refusa de se joindre au prince Galitzine et aux Dolgorouki, partisans d'une monarchie constitutionnelle limitée.

#### Carrière politique sous AnneIrede Russie
Lors de la crise constitutionnelle de 1730, Ostermann resta à l'écart et ne reparut à la Cour que lorsqu'Anne Ire fut installée sur le trône de Russie comme souveraine autocrate. Le baron fut récompensé de sa bonne conduite et devint comte. Sa connaissance des Affaires étrangères le rendit indispensable auprès de l'impératrice et de ses conseillers. Dans les affaires intérieures de l'Empire, il en fut de même; ses conseils furent presque toujours suivis. Sur ses conseils, un système de cabinet fut introduit en Russie.
Toutes les réformes utiles introduites entre 1730 et 1740 lui furent attribuées : Il améliora l'état du commerce, réduisit la taxation, encouragea l'industrie et la promotion de l'éducation et améliora le système judiciaire. Il augmenta donc considérablement le crédit de la Russie. En 1740, il fut nommé vice-chancelier.

### Vice-chancelier (ministre des Affaires étrangères)
Comme ministre des Affaires étrangères, Ostermann fut un homme avisé et prudent. Les succès des conclusions de la guerre de Succession de Pologne (1773-1735) et de la guerre russo-turque de 1735-1739 sont entièrement dus à sa diplomatie. Le comte conclut une alliance avec l’Autriche en 1726 qui sera la base de sa diplomatie.

#### Régence d'Anne Leopoldovna de Russie
Sous la régence d'Anna Léopoldovna (octobre 1740 à décembre 1741) Ostermann fut à l'apogée de sa puissance. L'ambassadeur de France en Russie, le marquis de La Chétardie (1705-1759) dit de lui à la Cour de Versailles qu'"il n'est pas exagéré de dire qu'il est le tsar de toutes les Russies". La politique du vice-chancelier étant basée sur une alliance russo-autrichienne, le comte Ostermann garantit par conséquent la Pragmatique Sanction tout en ayant la ferme intention de la défendre. Certains Suédois ne se remirent pas de l'humiliant traité de Nystad et attendaient leur revanche, manipulés et rétribués par la France, ce qui rendait l'alliance austro-russe inopérante à cause d'hostilités entre la Suède et son ancienne rivale la Russie. Ces manipulations diplomatiques avaient pour but d'occuper la Russie afin de l'empêcher de porter secours à son alliée l'Autriche. En 1741, pour des motifs futiles, la Suède déclara la guerre à la Russie. Les dispositions prises auparavant par Ostermann permirent à la Russie de parer au danger suédois. En outre, le maréchal Peter de Lacy (1678-1751) mit en déroute le général von Wrangel sous les murs de Villmanstrand (août 1741).

### La chute
Pour le marquis de La Chétardie seule une révolution avait le pouvoir de renverser le comte Ostermann et, pour cette raison, le marquis proposa le trône de Russie à la grande-duchesse Élisabeth Petrovna. La future impératrice détestait le vice-chancelier. Ostermann fut la plus illustre victime du coup d'État du 6 décembre 1741.

### Exil
Accusé d'avoir favorisé l'accession au trône d'Anne Ire, d'avoir tu la volonté de Catherine Ire qui désirait voir sa fille la grande-duchesse Élisabeth Petrovna lui succéder sur le trône impérial, Ostermann demanda la clémence de l'impératrice Élisabeth. Il fut condamné à être écartelé sur la roue puis décapité, mais sur l'échafaud, il lui fut gracié et sa peine commuée en bannissement à vie avec toute sa famille à Berezov en Sibérie occidentale.

### Décès
Six ans après son départ pour l'exil, Andreï Ivanovitch Ostermann décéda le 31 mai 1747.

## Descendance
Les enfants du comte Ostermann revinrent à la Cour impériale sous le règne de la Grande Catherine. Son fils aîné, le comte Fiodor Andreïevitch Osterman (1723-1804) fut sénateur et gouverneur de Moscou (1773), son autre fils, le comte Ivan Andreïevitch Osterman (1725-1811) fut ambassadeur de Russie à Stockholm, puis chancelier impérial de 1781 à 1797.